# Callochiton longispinosus
Callochiton longispinosus är en blötdjursart som beskrevs av Eugène Leloup 1952. Callochiton longispinosus ingår i släktet Callochiton och familjen Ischnochitonidae.
Artens utbredningsområde är Vietnam. Inga underarter finns listade i Catalogue of Life.